# Alice Meyer
Alice Meyer-Wegenstein (* 9. Januar 1901 in Zürich; † 12. Oktober 1970 daselbst) war eine Schweizer Juristin und Autorin.

## Leben
Alice Wegenstein studierte Rechtswissenschaft an den Universitäten Genf, Berlin, Heidelberg und Zürich, wo sie 1926 mit der Dissertation «Mitbürgschaft» promoviert wurde. Sie heiratete 1924 den Historiker Karl Meyer. Ihre gemeinsame Tochter war die Kernphysikerin und erste Rektorin der Universität Zürich Verena Meyer.
Meyer war an Geschichte und Zeitgeschichte interessiert, stellte sich mit ihrem Ehemann in den Dienst der Geistigen Landesverteidigung und engagierte sich im Widerstand gegen die Nazis während des Zweiten Weltkriegs.
Bekannt wurde Meyer mit ihrem Buch Anpassung oder Widerstand – Die Schweiz zur Zeit des deutschen Nationalsozialismus, das 1965 im Huber Verlag erschien und für das sie 1966 mit dem erstmals vergebenen Ida-Somazzi-Preis ausgezeichnet wurde. In diesem Buch verarbeitete sie persönliche Kenntnisse des Umfeldes ihres Mannes Karl Meyer. Sie lernte zahlreiche Emigranten und Zeitzeugen kennen und konnte mit Politikern sowie Mitgliedern des deutschen Widerstandes, die bei Karl Meyer und seinem Freund Karl Barth verkehrten, persönlich sprechen. Ihre Quellen sind hinterlassene Papiere Karl Meyers, Archivalien von Hans Hausamann über den Nachrichtendienst und die Aufrechterhaltung der Widerstandsgesinnung und amtliches Material aus der damaligen Zeit.
Die Vorgeschichte der Gründung der Aktion nationaler Widerstand von 1940 ist ebenso ausführlich dargestellt wie die eigentliche Bewegung. Es sollte bewusst keine umfassende Geschichte des «Widerstands» gegen die «Anpasserei» werden, in der die Historiker ebenso prominent vertreten waren wie im Widerstand.
Das zum Klassiker gewordene Werk wurde 2010 vom Huber Verlag neu aufgelegt.

## Schriften
- Anpassung oder Widerstand. Die Schweiz zur Zeit des deutschen Nationalsozialismus. Verlag Huber, Frauenfeld/Stuttgart/Wien 2010, ISBN 978-3-7193-1542-9.